# Barnala (Distrikt)
Der Distrikt Barnala (Panjabi બરનાલા જિલ્લો) ist ein Distrikt im nordindischen Bundesstaat Punjab. Verwaltungssitz ist die Stadt Barnala.

## Geschichte
Der Distrikt Barnala entstand 2006 aus Teilen des Distrikt Sangrur.

## Bevölkerung
Die Einwohnerzahl liegt bei der Volkszählung 2011 bei 595.527. Die Bevölkerungswachstumsrate im Zeitraum von 2001 bis 2011 betrug 13,02 %. Barnala hatte ein Geschlechterverhältnis von 876 Frauen pro 1000 Männer und damit einen für Indien typischen Männerüberschuss. Der Distrikt hatte eine Alphabetisierungsrate von 67,82 %, eine Steigerung um knapp 7 Prozentpunkte gegenüber dem Jahr 2001. Die Alphabetisierung lag damit unter dem nationalen Durchschnitt. Knapp 78,5 % der Bevölkerung waren Sikhs, 18,9 % Hindus, 2,2 % Muslime, 0,1 % Christen und 0,1 % gaben keine Religionszugehörigkeit an.
Knapp 32,0 % der Bevölkerung lebten in Städten. Die größte Stadt war Barnala mit 116.449 Einwohnern.